# Brandbergtunnel (Tirol)
Der Brandbergtunnel verbindet die Ortschaften Mayrhofen-Laubichl und Brandberg im Zillertal in Österreich. Mit diesem Tunnel erreicht man von der Zillertal Straße (B 169) das gegenüberliegende Tal (Zillergrund), am Verlauf des Ziller, ohne durch den Ort Mayrhofen fahren zu müssen.
Der Tunnel wurde ursprünglich als Zufahrt zur Kraftwerksbaustelle Sperre Zillergründl gebaut und hat daher eine für Straßentunnel eher unüblich hohe Steigung.